# Списак средњовјековних цркава у Црној Гори
Следи списак средњовјековних цркава у Црној Гори.
- Св. Павла (X – XII в. - Муо, код Прчња)
- Црквица (X – XII в. - у „млетачкој кули“ –Ст. Бар)
- Св. Ђорђа (X – XII в. - у Подгорици)
- Св. Томе (X – XII в. - Кути, Х. Нови)
- Св. Теодора (X – XII в. - Бар)
- Пречисте Крајинске (Острос)
- Св. Трипуна, катедрална (1166. у Котору)
- Св. Михаила (пом. 1166. у Котору)
- Црква Св. апостола Петра у Бијелом Пољу (око 1190.)
- Црква А (крај XII в. – Ратац, код Сутомора)
- Црква „Св. Марија“ (Будва)
- Св. Арханђела Михаила (крај XII в. – Превлака, Б. Которска)
- Св. Луке (1195. у Котору)
- Св. Дујме (крај XII в. у Шкаљарима)
- Св. Саве (у Будви)
- Св. Ђорђа (око 1219. у Будимљу, код Берана)
- Св. Марије (1221. у Котору)
- Св. Ђорђа (прије 1247. у Бару)
- Успења Богородице (1252. у Морачи)
- Св. Павла (1261. у Котору)
- Фрањевачка црква (1288. у Бару)
- Фрањевачка црква (1288. у Котору)
- Св. Катарине (крај XIII в. у Бару)
- Св. Јована - катедрална (око 1300. у Свачу)
- Св. Ане (почетак XIV в. у Котору)
- Св. Марије (почетак XIV в. У Свачу)
- Црква В (1347. – Ратац, код Сутомора)
- Св. Петке (XIV в. у Сутомору)
- Св. Михаило (XIV в. у Котору)
- Св. Богородице (око 1376. острво Ст. Горица)
- Св. Ђорђа (острво Бешка; Горица;Брезовица) (око 1380 -1400)
- Св. Венеранде (крај XIV в. У Бару)
- Св. Катарине (XIII в. у Улцињу)
- Св. Марије (Улцињ)
- Св. Арханђела (Улцињ)
- Богородичиног рођења (1410. у Горњој Ластви)
- Св. Николе (1413. у Прасквици, изнад Св. Стефана)
- Св. Богородице (послије 1400. – острво Морачник)
- Св. Богородице (1415 – 1427, Ком, Ск. језеро)
- Св. Ђорђа (XV в. Жабљак Црнојевића)
- Св. Ђурђа (1426. -утврда Ђурђевац, изнад Будве)
- Св. Богородице (1439. на острву Бешка Горица)
- Св. Николе (острво Врањина)
- Госпе од Шкрпјела (1452. вјешт. острво, Б. Которска)
- Црква у Соколу (средина XV вијека, код Штитара)
- Госпе од Отока (XV в. - Оток)
- Св. Ане (око 1450. - Прчањ)
- Св. Стефан (сред. XV в. Шћепан Поље)
- Црква под Соколом (средина XV в. Изнад Шћепан Поља)
- Успења Богородице (друга четв. XV в. - код Х. Новог)
- Св. Саве (XV в. – код Х. Новог)
- Св. Андрије (друга пол. XV в. –Кути, Х. Нови)
- Св. Срђа и Вакха (XV в. Поди, код Х. Новог)
- Св. Ђорђе (1466. - Доњи Ораховац)
- Св. Стефан (1475. у Х. Новом)
- Св. Луке (Смоковац, Б. Которска)
- Св. Богородице (1484. – Цетињски манастир)
- Св. Базилије (1490. у Столиву)
- Св. Врача (око 1500. у Богдашићима)
- Црква Св. Јована Крститеља (XV в. - Повија, недалеко од Острога)
- Манастир Света Тројица Пљевља